# کوسه منگوله‌دار
کوسه منگوله‌دار (نام علمی: Eucrossorhinus dasypogon) نام یک گونه از تیره کوسه‌ریشو است.